# Òrbita de captura
Una òrbita de captura és l'òrbita parabòlica de més alta energia que permet la captura en lloc del xoc contra la superfície del cos central (o reentrada atmosfèrica). L'òrbita de captura és idèntica l'òrbita d'escapament - just en el sentit invers. Totes dues són conegudes com a "òrbites C3 = 0". Per a velocitats de captura veure la taula de velocitat d'escapament.

## Posició com a funció del temps
Per trobar la posició en funció del temps s'ha de resoldre una equació diferencial. Si fos el cas particular d'una trajectòria de caiguda recta, la solució és tan simple com:
{\displaystyle r=(4,5\mu t^{2})^{1/3}\!\,}
on
- {\displaystyle \mu ;} és el paràmetre gravitacional estàndard
- {\displaystyle t=0\!\,} correspon al temps extrapolat de l'arribada fictícia al centre del cos central, o bé t és negatiu, o bé és el temps fins a l'arribada, comptant l'inrevés.

Per tenir el moment de l'impacte en la superfície en {\displaystyle t=0\!\,} s'ha d'aplicar un desplaçament temporal. Per la terra i altres cossos simètrics esfèrics amb la mateixa densitat mitjana, el desplaçament temporal és de 6 minuts 20 segons.